# Zbór ewangelicko-augsburski w Sępólnie Krajeńskim

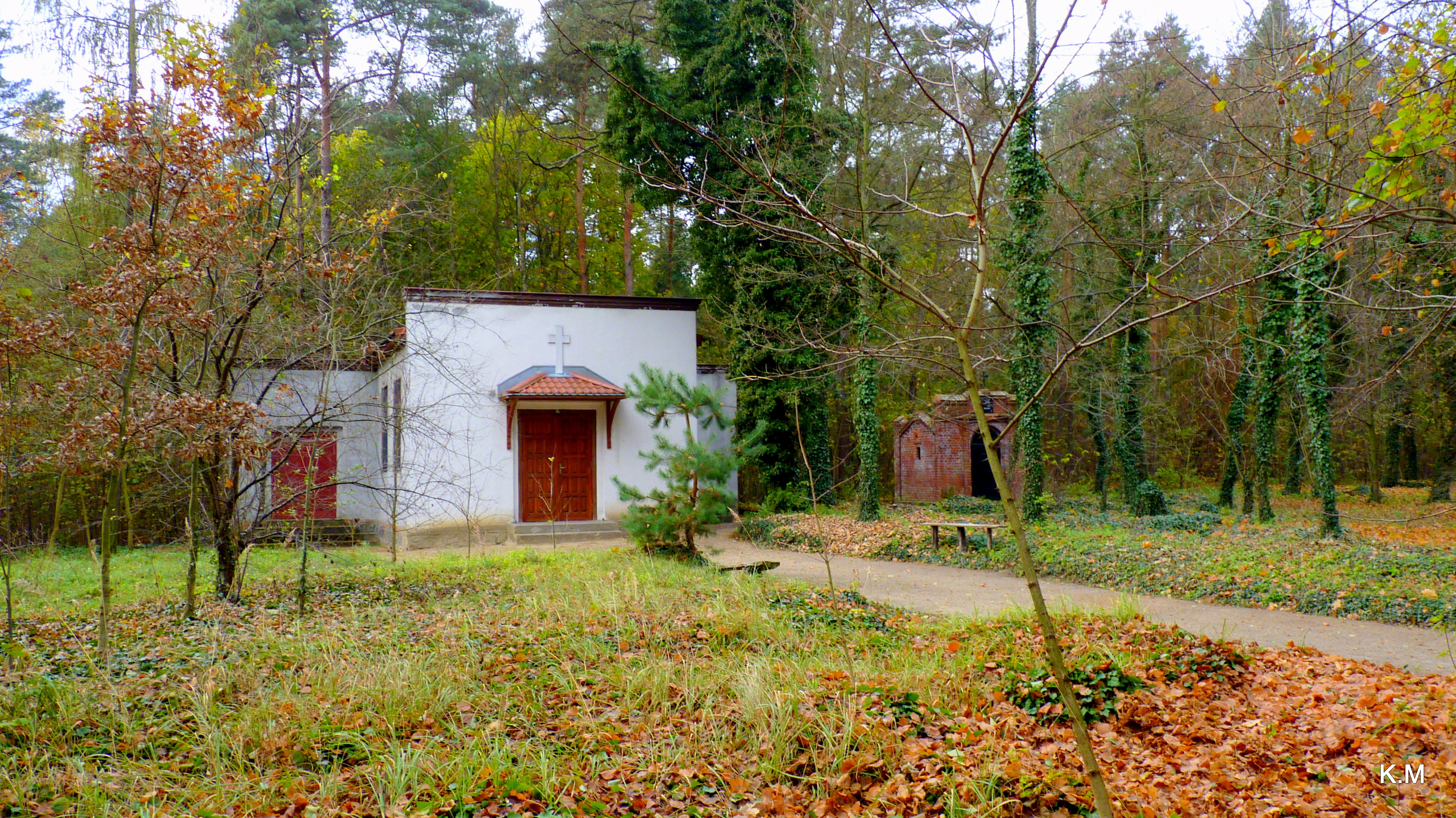
Kaplica ewangelicka w Sępólnie Krajeńskim

Zbór ewangelicko-augsburski w Sępólnie Krajeńskim – do 1945 r. parafia Kościoła Ewangelicko-Unijnego, a obecnie filiał Sępólno Krajeńskie Parafii Ewangelicko-Augsburskiej w Bydgoszczy, w diecezji pomorsko-wielkopolskiej.
Już w 1590 r. większość mieszkańców miasta była protestantami. W XVII-XVIII w. istniał - z przerwami powodowanymi aktami nietolerancji religijnej – luterański dom modlitwy. Parafia ewangelicka, założona pod panowaniem Prus w 1772 r. istniała do roku 1945. Początkowo pastor rezydował w Więcborku, a nabożeństwa odbywały się w ratuszu, w latach 1857–1858 zbudowano kościół.
Pierwsze publiczne nabożeństwo po II wojnie światowej odprawił ks. Waldemar Preiss z Bydgoszczy 26 grudnia 1961 r., a 21 czerwca 1962 r. została poświęcona dawna kaplica cmentarna przy ul. Chojnickiej. Wyposażenie wnętrza częściowo przeniesiono z kaplicy staroluterskiej przy ul. Poznańskiej w Bydgoszczy. Filiał skupia wiernych z okolicznych powiatów, nabożeństwa odprawiane są w każdą ostatnią niedzielę miesiąca.